# 新作家
《新作家》（IPA讀音：/puˈdʒaŋɡa baˈru/，精確拼音：Pujangga Baru，曾拼作Pudjangga Baru）是荷屬東印度（今印度尼西亞）一份由爾敏·巴奈、阿米尔·哈姆扎和蘇丹·達迪爾·阿里夏巴納創辦，在1933年7月至1942年2月期間發行，作風前衛的文學雜誌。
荷屬東印度土著的民族主義意識自20世紀以來便開始變得更強大，這可以從當地幾份民族主義刊物的創立看得出來。爾敏、哈姆扎和阿里夏巴納這三位來自蘇門答臘的作家在1932年9月為這份雜誌奠下基礎，並在其後向40名《圖書旗幟》雜誌文學專欄的撰稿人寄信徵稿，以及向當地10個蘇丹國君主寄信請他們訂閱雜誌。創辦人和荷蘭人擁有的考爾夫出版社所訂下的協議最終告吹，因此創辦人便同意自行負責雜誌的印刷。因而產生的《新作家》雜誌在1933年出版創刊號；雜誌在出版期間曾經擴大收錄的內容範圍，以及接納更多政界人物參與雜誌的編務。該雜誌在1942年日本佔領東印度群島停止發行，不過之後阿里夏巴納曾經在1948年至1954年期間出版另一份名為《新作家》的雜誌。
在意識形態上，《新作家》支持東印度群島成為一個以印尼語為共同語的現代統一國家。不過，由於作家的文化、政治觀點各異，所以雜誌在文化、政治上的傾向並不明確。為了保持政治中立，雜誌曾經刊登過關於各派政治思想的文章。雜誌對文化的討論包括幾次針鋒相對的論戰，主題是西方文化和傳統在國家建設過程中的輕重應該如何。
第一份《新作家》雜誌歷時9年，合共出版了90期，曾經刊登過超過300首詩歌、五部劇本、三部詩集、一篇小說，多篇散文和數篇短篇故事。這份付費訂閱者人數從未超過150人的雜誌所獲得的評價是毀譽參半的：年輕作家讚揚這本雜誌能夠表現出當代的面貌，不過馬來傳統主義者卻認為雜誌令馬來文受到污染，並對此加以責難。雖然《新作家》刊載的大部分文學作品如今都已經為人淡忘，不過在1933年至1942年期間突出的題材和寫作風格卻令評論家把這段時期稱為印度尼西亞文學史上的「《新作家》時期」。

## 標題
《新作家》的印尼語名稱是「Poedjangga Baru」，意思也是「新作家」。然而，「Poedjangga」（1972年拼寫改革後拼作pujangga）一詞本身卻有更深入的意義。這個詞衍生自古爪哇語詞語「bhujangga」，詞根是一個意思和宗教教育有關的梵语生詞。因此，這個標題表明了雜誌崇高的理想。

## 歷史

### 背景
荷屬東印度（今印尼）不同民族都在20世紀初期開始感受到一種民族的統一意識，之後在1928年宣讀的《青年誓言》則闡述了這種意識。為了達成自己的目標、代表自己所持的政治意識形態，這些土著便創立包括印度尼西亞共產黨和印度尼西亞民族黨在內的各政黨。
這種意識在新媒體中也有所體現，例如《爪哇青年》（Jong Java，1915年創刊）、《蘇門答臘青年協會》（Jong Sumatranen Bond，1917年創刊）這些為受過教育的土著青年而設的荷蘭文雜誌便提倡一種不帶有傳統封建色彩的現代國族認同，而《圖書旗幟》（1930年創刊）和《浮現》（1932年創刊）這些為成年人而設的雜誌也成為提倡民族主義觀點的途徑。不過這些雜誌出版時間很短，而且只是把文學作品當作附加的內容。當地也曾經出現過創辦馬來文文學刊物（例如在1921年宣佈創刊計劃的《馬來亞》）的嘗試，但是這並不成功。

### 創立
1932年3月，《圖書旗幟》雜誌開闢文學專欄〈改進文學〉（Memadjoekan Sastera），由蘇丹·達迪爾·阿里夏巴納擔任主編。爾敏·巴奈開始把詩作投稿到〈改進文學〉專欄的時候，阿里夏巴納曾經和他見過面。積極主張文學革新的阿里夏巴納在1932年9月寄出的一份書信中既表示東印度群島需要新的文學評論人（letterkundigen），也請求爾敏邀請詩人阿米尔·哈姆扎，好令他們三個人組成一個文學派別。經過長期的書信交往之後，他們決定一起出版一份雜誌。這份雜誌之後定名為《新作家》，目的是借助文學來提倡現代性和民族主義，不過在當時的荷屬東印度這是一個從未有人做到的目標。雜誌三位都來自蘇門答臘的創辦人也注意到當地越來越多人加入詩人、作家行列，不過兩者之間卻缺乏交流。他們都同意雜誌要維持獨立，這樣雜誌才能避開荷屬東印度公營出版社圖書編譯局在創作方面所設下的限制。
為了令《新作家》得到支持，哈姆扎便在1932年10月進行寫信徵稿的任務；他寫了總共50封信，寄給當地的著名作家，當中40名收信人是〈改進文學〉專欄的撰稿人。爾敏在1933年1月到巴達維亞（今雅加達）與阿里夏巴納和哈姆扎會面，他們討論了爾敏提出的預算，並提出雜誌推廣民族語言的目標。爾敏在三人會面後便再向之前聯絡到的作家寄信，並與荷蘭出版社考爾夫出版社（Kolff & Co.）締結協議。
他們三個人在1933年2月發表內容說明書，列明了雜誌的資料，並保證每一期《新作家》雜誌不會少於64頁。另外，包括爾敏的胞兄薩努西·巴奈和詩人穆罕默德·亞明在內的其他作家也應邀加入了雜誌的編輯部。雜誌創辦人都擔心雜誌的訂閱人數並不足以維持雜誌的運作，而且都希望保證傳統群體會對雜誌予以好評，所以他們就向東印度群島10個蘇丹國的君主寄信，請他們訂閱雜誌，不過最後訂閱雜誌的蘇丹就只有坤甸蘇丹沙里夫·穆罕默德·阿爾卡德里（Syarif Muhammad Alkadrie）一個人。

### 出版
《新作家》的創辦人在內容說明書中表明他們打算在1933年5月出版創刊號，不過創刊號卻延遲到7月才出版。這個情況出現的原因有兩個：一、爾敏打算搬到巴達維亞居住，以便於處理雜誌編務，所以他需要更多時間完成搬遷；二、雜誌的創辦人和考爾夫出版社就印刷成本的問題發生衝突，最後創辦人決定雜誌會由他們自行印刷。創刊號收錄了教育家基·哈查尔·德宛达拉和胡先·查雅迪寧拉特撰寫的創刊詞、11首由應邀投稿的詩人創作的詩歌，以及兩篇散文——其中一篇是爾敏的作品，而另一篇則是阿里夏巴納的作品。之後雜誌主要使用的語言仍然是印尼文；實際上這份雜誌既是第一份主要以印尼語編寫的雜誌，也是第一份完全由土著作家編寫的雜誌。
當地的政黨和演員起初對這份由爾敏和阿里夏巴納控制編採權的雜誌的評價很差，他們認為這份大致上不帶有政治性質的雜誌容易把民族主義運動的方向轉移到較不重要的領域，從而削弱民族主義運動。為了保證雜誌能夠獲得更多支持，編輯部後來就開始准許並不是作家或者文學評論家的人士加入。這些人當中第一個加入《新作家》編輯部的人是蘇馬當（Sumadang），他是在1935年獲准加入的。其他在1930年代末期參與雜誌運作的政治人物還包括阿米尔·谢里夫丁、穆罕默德·沙（Mohamad Sjah）和蘇吉亞蒂（Sugiarti）。雜誌的內容範圍也在這段期間得以擴闊。

### 停刊
1942年2月日本佔領荷屬東印度之後，《新作家》便在荷屬東印度政府垮台的同時停刊；最後一期《新作家》收錄了自1941年12月至1942年2月期間創作的作品。雜誌編輯在這一期雜誌上表示如果可行的話，他們會繼續出版月刊，不過雖然《新作家》的作者其後都以相似的風格繼續寫作，不過雜誌本身卻沒有復刊。第一份《新作家》月刊自創刊至停刊期間合共出版了90期。
日本投降後，阿里夏巴納在印度尼西亚独立革命接近尾聲的時候創辦了另一份同名雜誌，而雜誌的新撰稿人則包括凱里爾·安哇爾、阿赫迪亞特·卡爾達·米哈查和阿斯魯爾·沙尼。第二份《新作家》雜誌的創刊號是在1948年5月發行的1948年3月號，這期雜誌的內容指出印尼的政治領袖不願意正視日治時期民生疾苦的態度是可以察覺到的，並對此提出強烈譴責。文學文獻學家H·B·耶辛批評這份新雜誌已經失去原《新作家》月刊的原汁原味，而雜誌本身則在1954年停刊，並由同樣由阿里夏巴納主編，在1954年至1962年期間出版的雙月刊《對抗》（Konfrontasi）取代。
一直以來《新作家》的付費訂閱者人數都低於150人。歷史學家希瑟·薩瑟蘭（Heather Sutherland）指出，《新作家》訂閱人數偏低的現象是由一些文化因素引致的：一、當時土著的識字率和學歷很低，二、土著知識分子會在正式的討論中使用荷蘭語，並在其他場合使用地方語言，這會令他們在閱讀印尼文雜誌《新作家》的時候出現理解問題。
在《新作家》出版期間曾經擔任過雜誌社僱員或者在雜誌上發表作品的人士超過125人，當中大部分人都是在西式學校完成學業、擁有高中或以上學歷、操流利荷蘭語的蘇門答臘人。他們都是現代主義者，大部分人在雜誌上發表第一篇作品時的年齡差不多都是二十五歲。爾敏說過他們是靠一種人生觀，而不是靠一種共同的文學風格團結起來的。

## 內容
《新作家》自創刊至1934年4月期間的使命是提倡一種能夠體現出印尼民族覺醒的語言、文學風格。雜誌的內容範圍在1935年就已經慢慢擴展到文化、藝術和社會議題，而《新作家》的宗旨則在1936年之後改為「當充滿活力的新精神文化的領路人，建立嶄新、統一的印度尼西亞文化」不過，薩瑟蘭卻表示《新作家》作者主要討論的事項是支持西化的新派知識分子的需要和觀點；他們很少會討論到群眾的社會、政治需要。
根據1933年一份新聞稿，《新作家》創刊之初計劃刊登的文藝作品有很多種，包括散文、詩歌（不論是古詩還是新詩），以及屬於非小說類的文藝評論、研究論文和關於語言文學的評論文章。《新作家》在首次出版期間曾經刊登過超過300首詩歌，還曾經在特刊上刊登過幾部詩集；雖然散文在雜誌中的地位不太突出，不過《新作家》還是刊登過五部劇本、一篇小說和數篇短篇故事。除了獨立的學術文章，雜誌社也曾經出版過特刊，收錄印尼女權運動家卡蒂尼和孟加拉文學家罗宾德拉纳特·泰戈尔的著作；其中收錄泰戈爾著作的特刊是在泰戈爾逝世的時候出版的。

## 觀點

### 政治
《新作家》月刊的作者之間沒有共同政見，而月刊本身在表面上也要保持政治中立的原則。《新作家》採取這種立場的原因是為了保證月刊不會和殖民政府的報刊審查機構發生衝突，以及保護同時擔任政府僱員的作者。不過，月刊刊載的作品卻表現出不同門派的政治思想；這些作品包括文化民族主義者的作品、獻給马克思主义理論家羅莎·盧森堡的十四行诗和關於法西斯主义的筆記。

### 文化
雖然民族主義已經把《新作家》的作者團結起來，不過他們對傳統文化的看法卻各有不同。有的作家（例如爾敏和阿里夏巴納）認為對西方文化、歷史的認識是發展的關鍵，另一些作家（例如薩努西）雖然也接受某些方面的西方文化，不過他們卻注重提到東方的觀念是有需要存在的。《新作家》的作者也沒有共同的宗教觀；包括雜誌創辦人在內的主要作者都有宗教背景，他們的信仰從世俗主義到正統伊斯蘭教都有。這些作家相互衝突的文化觀念還令他們於1935年9月至1939年6月期間在雜誌上開展多場論戰，爭論推動印尼文化建設的最佳辦法。

### 語言
和出版荷蘭文、地方語言刊物的圖書編譯局相反的是，《新作家》刊登的作品幾乎都是以印尼文撰寫的，而雜誌本身也致力推動印尼語的演進。此前《青年誓言》就已經宣佈印度尼西亞語是印度尼西亞的共同語，而爾敏則指出印尼語已經經歷過漫長的演變過程，並對此大加讚揚。之後阿里夏巴納又深論這項議題，表示荷蘭殖民政府推行倫理政策、創辦荷印學校（Hollandsch-Inlandsche School，為土著而設的小學）之後，印尼語的演變速度就變得更快，而印尼語和原始馬來語的差異也變得更大。《新作家》1933年11月號收錄的全部文章都是阿里夏巴納關於印尼語的論述。1938年6月，《新作家》月刊在梭羅召開了第一屆印度尼西亞語言代表大會，而谢里夫丁、阿里夏巴納、阿迪尼哥罗、苏卡佐·维约普拉诺托、和薩努西則在大會上發表論文。

## 寫作風格與題材
《新作家》的作者都受到1880年代荷蘭「80年代派」文學運動影響。薩瑟蘭指出浪漫主義題材在他們的作品當中是普遍的，並認為他們選擇這樣的題材來創作作品是為了逃避印尼社會不斷變化的現實。和早期由圖書編譯局出版的文學作品（例如馬拉·魯斯里在1922年發表的小說《西蒂·努爾巴雅》）不同的是，早期由圖書編譯局出版的文學作品重視地方的文化觀念，而在《新作家》上發表的散文則集中於國族認同，這些散文的作者也會在作品中涉獵到此前沒有人涉足的領域。不過，他們都拋棄了強逼婚姻這種舊題材。薩瑟蘭說，《新作家》大部分作者的作品在主題上對荷蘭殖民政府和傳統文化的看法是模糊的。這些民族主義作家雖然不接受荷蘭對東印度群島的統治，不過他們卻擁護西方文化；薩瑟蘭還提到立場最堅定的民族主義作家當中的某些人也是受西方影響最深的作家。
教授印尼語言文學的澳洲教授凱斯·富爾徹（Keith Foulcher）提到《新作家》刊登的詩作在結構上以對傳統詩歌的再塑造為基礎，在題材上主要提及的內容不是遠大的目標，就是藉自然美景襯托出深沈的寂寞感。耶辛則認為這些詩歌雖然是以西方詩歌的形式和印尼語字詞創作出來的，不過卻保留了馬來詩歌的旋律。

## 反響與後續
年輕作家和知識份子對《新作家》的發行有很好的評價，他們認為這份雜誌是一種表達自己和表達民族主義理念的途徑。不過傳統主義者卻抗議《新作家》革新馬來文的做法；馬來語教師會主席馬拉·蘇丹（Marah Sutan）指出這樣做背棄了「高等馬來語及其傳統诗体的純潔特質」。傳統主義者也非難雜誌為了增加印尼語字詞數量而把源自地方語言和外語的外來語引入馬來語的做法，以及詩歌體裁偏離馬來傳統詩歌板頓和沙依爾的現象。其他反對《新作家》的馬來人還包括阿古斯·薩林、S·M·拉迪夫（S.M. Latif）和蘇丹·穆罕默德·宰因（Sutan Mohamad Zain）。
1933年至1942年期間的印尼文學有時會被稱為「《新作家》時期」的文學，這是因為當時《新作家》在印尼文學界佔有主導地位。翻譯家、文學評論家伯頓·拉菲爾形容這份雜誌是「文學革命的助產士」，並指出1940年印尼的政治革命也很可能受到這份雜誌的影響。不過《新作家》刊載作品的美學特質卻在雜誌停刊後獲得褒貶不一的評價。印尼詩人、文學評論家穆罕默德·巴爾法斯在1976年的評論中認為《新作家》刊登的大部分詩作都有過於多愁善感和辭藻綺靡的弊病，並將之歸咎於80年代派對《新作家》作者的影響。《新作家》刊登過的很多作品之後都被人遺忘。
左派文學評論家巴格里·西里格爾不但譴責《新作家》保持政治中立，而且還認為雜誌無法客觀理解人民的需要，所以它並不適合肩負如實顯示獨立鬥爭面貌的任務。

## 主要作品
首次刊登於《新作家》月刊的主要作品有幾部，當中包括數之不盡的詩集、五部劇本和一部小說，如下：

### 小說
- 《枷鎖》，爾敏·巴奈著，在1940年4月至7月期間分三部分發表

### 劇本
- 《庚·阿洛克與庚·德德絲》（Ken Arok dan Ken Dedes），穆罕默德·亞明著，1934年1月發表
- 《時代的畫像》（Lukisan Masa），爾敏·巴奈著，1937年5月發表
- 《克達查雅》（Kertajaya），薩努西·巴奈著，在1938年10月至12月期間分三部分發表
- 《楞剛·甘扎納姨娘》（Njai Lenggang Kentjana），爾敏·巴奈著，1939年5月發表
- 《新人》（Manusia Baru），薩努西·巴奈著，1940年11月發表

### 詩集
- 《彩雲飛》（Tebaran Mega），蘇丹·達迪爾·阿里夏巴納著，1936年5月發表
- 《寂寞之歌》（Nyanyi Sunyi），阿米尔·哈姆扎著，1937年10月發表
- 《相思果》（Buah Rindu），阿米尔·哈姆扎著，1941年6月發表

## 備註
1. ↑  原文：「... pembimbing semangat baroe jang dinamis oentoek membentoek keboedajaan baroe, keboedajaan persatoean Indonesia".」

## 註腳
1. 1 2 3 4  Sutherland 1968，第106頁.
2. ↑  Siregar 1964，第72頁.
3. 1 2 3  Siregar 1964，第73–74頁.
4. ↑  Foulcher 1991，第9頁.
5. 1 2  Sutherland 1968，第107頁.
6. 1 2  Teeuw 1980，第50頁.
7. ↑  Jassin 1963，第7頁.
8. 1 2  Foulcher 1991，第14–17頁.
9. ↑  Foulcher 1991，第18頁.
10. ↑  Siregar 1964，第77頁.
11. ↑  Foulcher 1991，第20頁.
12. 1 2  Foulcher 1991，第19–21頁.
13. ↑  Jassin 1963，第12–13頁.
14. ↑  Foulcher 1991，第22頁.
15. ↑  Siregar 1964，第78頁.
16. ↑  Foulcher 1991，第22–23頁.
17. 1 2 3  Sutherland 1968，第108頁.
18. ↑  Raffel 1967，第5頁.
19. ↑  Siregar 1964，第79–80頁.
20. 1 2  Siregar 1964，第75頁.
21. ↑  Balfas 1976，第71頁.
22. ↑  Jassin 1963，第35頁.
23. ↑  Foulcher 1991，第112–113頁.
24. 1 2 3  KS 2010，第79頁.
25. ↑  Jassin 1985，第103–104頁.
26. ↑  Rampan 2000，第243頁.
27. 1 2  Sutherland 1968，第109–111頁.
28. ↑  Foulcher 1991，第24頁.
29. 1 2  Sutherland 1968，第112頁.
30. ↑  Siregar 1964，第77–78頁.
31. 1 2  Sutherland 1968，第108–109頁.
32. ↑  Jassin 1963，第32頁.
33. 1 2 3  Balfas 1976，第58頁.
34. ↑  Sutherland 1968，第115–117頁.
35. ↑  Sutherland 1968，第120–123頁.
36. ↑  Sutherland 1968，第119頁.
37. ↑  Tham 1981，第103–105頁.
38. 1 2  Sutherland 1968，第124頁.
39. ↑  Teeuw 1980，第53頁.
40. 1 2  Jassin 1963，第12頁.
41. 1 2  Siregar 1964，第83頁.
42. ↑  Sutherland 1968，第125頁.
43. ↑  Jassin 1963，第24頁.
44. ↑  Foulcher 1991，第63頁.
45. ↑  Jassin 1963，第27頁.
46. ↑  Jassin 1963，第13頁.
47. ↑  Siregar 1964，第81頁.
48. ↑  Teeuw 1980，第51頁.
49. ↑  Raffel 1967，第6頁.
50. ↑  Balfas 1976，第60頁.
51. ↑  Sutherland 1968，第126頁.
52. ↑  Balfas 1976，第64頁.
53. ↑  Teeuw 1980，第119頁.